# 愛知電機
愛知電機株式会社（あいちでんき、英: AICHI ELECTRIC CO., LTD.） は、愛知県春日井市に本社を置く中部電力グループの変圧器メーカーである。名古屋証券取引所プレミア市場単独上場銘柄。
スポーツ活動において、女子陸上部は全日本実業団対抗女子駅伝への出場実績を持つ。

## 沿革
- 1942年（昭和17年）2月 - 個人創業。
- 1942年（昭和17年）5月27日 - 「株式会社愛知電機工作所」を設立。
- 1960年（昭和35年）12月 - 岐阜工場および長野工場はそれぞれ、岐阜愛知電機株式会社、長野愛知電機株式会社として分離独立。
- 1961年（昭和36年）10月 - 名古屋証券取引所市場第二部へ株式を上場。
- 1964年（昭和39年）3月 - 米国のエマソン・エレクトリック社と合弁会社のアイチ－エマソン電機株式会社を設立し、ハーメティックモータ部門を分離独立。
- 1970年（昭和45年） - 名古屋証券取引所市場第一部に指定替え。
- 1986年（昭和61年）4月 - 「愛知電機株式会社」に商号を変更。
- 1999年（平成11年）2月 - 株式会社愛工機器製作所を子会社化。
- 2000年（平成12年）
  - 10月 - 子会社の愛知電機商事株式会社が同じく子会社の愛電産業株式会社と合併し、愛電商事に商号を変更。
  - 12月 - ISO 14001認証を取得。
- 2002年（平成14年）
  - 10月 - 子会社の株式会社愛工機器製作所を存続会社として、同じく子会社の株式会社エーネットを吸収合併。
  - 11月 - アイチ－エマソン電機株式会社を100%子会社化し、アイチエレック株式会社に商号を変更。同日、同社の子会社である白鳥アイチ－エマソン株式会社は白鳥アイチエレック株式会社に商号を変更。
- 2005年（平成17年） - 子会社の恵那愛知電機株式会社が同社の子会社である有限会社アイゼンを吸収合併。
- 2020年（令和2年） - 100%子会社のアイチエレック株式会社を吸収合併。

## 事業所
- 本社・工場（愛知県春日井市）
- 東北工場（宮城県白石市）
- 東京支社（東京都中央区）
- 関西支社（大阪府大阪市北区）
- 北海道支社（北海道札幌市中央区）
- 東北支社（宮城県仙台市青葉区）
- 九州支社（福岡県福岡市中央区）
- 沖縄支社（沖縄県那覇市）

## 関連会社
- 株式会社愛工機器製作所
- 愛知金属工業株式会社
- 大垣電機株式会社
- 岐阜愛知電機株式会社
- 寿工業株式会社
- 長野愛知電機株式会社
- 電子ブロック機器製造株式会社
- 愛知亜鉛鍍金株式会社
- 白鳥恵那愛知電機株式会社
- 蘇州愛知科技有限公司
- 蘇州愛知高斯電機有限公司

## 連結経営指標
| 決算期    | 売上高 （百万円） | 経常利益 （百万円） | 当期純利益 （百万円） | 純資産額 （百万円） | 総資産額 （百万円） | 自己資本比率 （%） | ROE （%） | 配当 （円） |
| --------- | ----------------- | ------------------- | --------------------- | ------------------- | ------------------- | ------------------ | --------- | ----------- |
| 2017年3月 | 74,883            | 7,231               | 5,293                 | 48,484              | 86,728              | 55.2               | 11.5      | 72          |
| 2018年3月 | 78,232            | 5,073               | 3,351                 | 51,377              | 88,671              | 57.3               | 6.8       | 85          |
| 2019年3月 | 80,034            | 4,852               | 3,109                 | 53,674              | 90,156              | 57.9               | 6.0       | 90          |
| 2020年3月 | 75,030            | 3,306               | 2,735                 | 54,395              | 88,685              | 60.1               | 5.2       | 90          |
| 2021年3月 | 75,619            | 4,751               | 3,338                 | 57,488              | 96,196              | 58.6               | 6.1       | 93          |
| 2022年3月 | 94,381            | 7,966               | 5,564                 | 63,508              | 110,304             | 56.4               | 9.4       | 150         |
| 2023年3月 | 114,286           | 8,793               | 5,954                 | 68,513              | 123,378             | 54.4               | 9.2       | 160         |
| 2024年3月 | 110,595           | 8,312               | 5,937                 | 74,526              | 134,347             | 54.4               | 8.5       | 160         |